# アーサー・コンプトン
アーサー・ホーリー・コンプトン（Arthur Holly Compton, 1892年9月10日 - 1962年3月15日）は、アメリカの物理学者。1923年に電磁放射線の粒子性を実証するコンプトン効果を発見し、これにより1927年にノーベル物理学賞を受賞した。これは当時としてはセンセーショナルな発見であった。光の波動性は十分実証されていたが、光に波動と粒子の両方の性質があるという考えは簡単には受け入れられなかった。シカゴ大学にあったマンハッタン計画の冶金研究所の指導者でも知られ、1945年から1953年までセントルイス・ワシントン大学の学長を務めた。
1919年、2つの全米研究評議会フェローシップの1つを与えられ、留学をした。イギリスのケンブリッジ大学のキャベンディッシュ研究所に行くことを選び、そこでガンマ線の散乱と吸収を研究した。これらの線のさらなる研究によりコンプトン効果が発見された。彼は強磁性を調べるためにX線を用い、これが電子スピンの配列の結果であると結論づけ、また、宇宙線を研究しこれが主に正に帯電した粒子で構成されていることを発見した。
第二次世界大戦中は最初の核兵器を開発したマンハッタン計画の重要人物であった。コンプトンの報告書はマンハッタン計画の立ち上げに重要であった。1942年、冶金研究所の長となり、原子炉を製造しウランをプルトニウムに変換し、プルトニウムをウランから分離し原子爆弾を設計する方法を見つけ出す責務を負った。コンプトンは、1942年12月2日に臨界に達した最初の原子炉であるシカゴ・パイル1号をエンリコ・フェルミが作るのを監督した。冶金研究所は、テネシー州オーク・リッジにあるX-10黒鉛炉の設計と運用も担当した。プルトニウムは1945年にハンフォード・サイトの原子炉で作られ始めた。
戦後、セントルイス・ワシントン大学の学長になった。その在任中に大学は公式に学部の差別を廃止し、初の女性の正教授を指名し、退役軍人がアメリカに戻った後記録的な数の学生が入学した。

## 幼年期

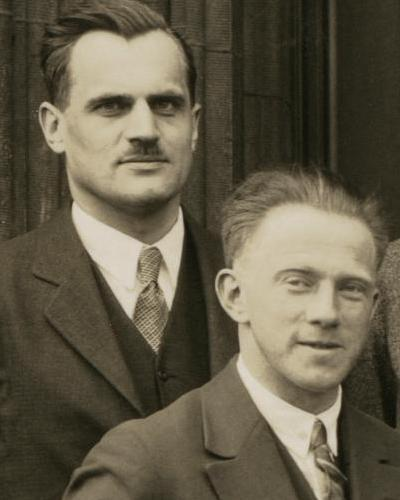
アーサー・コンプトンとヴェルナー・ハイゼンベルク（1929年、シカゴ）

1892年9月10日にオハイオ州ウースターにEliasとOtelia Catherine（旧姓Augspurger）Comptonの間に生まれた。母のOtelia Catherineは1939年にAmerican Mother of the Yearに選ばれている。アカデミックな家族であった。Eliasはウースター大学の学部長であり、アーサーも入学している。1番上の兄のカールもウースター大学に入学し、1912年にプリンストン大学で物理学のDoctor of Philosophy (PhD) を取得し、1930年から1948年までマサチューセッツ工科大学の学長を務めた。2番目の兄のWilsonも同じようにウースター大学に入学し、1916年にプリンストン大学で経済のPhDを取得し、1944年から1951年までワシントン州立大学の学長を務めた。兄弟3人ともAlpha Tau Omegaフラタニティのメンバーであった。
最初は天文学に興味があり、1910年にハレー彗星の撮影をしている。1913年ごろ、円管内の水の動きを調べることにより地球の自転を実証する実験を記述した。同年、ウースター大学を卒業し理学士を取得し、プリンストン大学に入学し1914年にMaster of Artsを取得した。その後、Hereward L. Cooke指導教官の下で物理学のPhDを取得し、学術論文The Intensity of X-Ray Reflection, and the Distribution of the Electrons in Atoms（X線反射の強度、および原子内の電子分布）を書いた。
1916年にPhDを取得したことで、兄のカール、ウィルソンとともにプリンストンからPhDを取得した初の3兄弟となった。後に3人は同時にアメリカの大学の学長となった。姉妹のMaryはラホールのForman Christian Collegeの学長となった宣教師C. Herbert Riceと結婚した。1916年6月、コンプトンはウースター大学の同級生であったBetty Charity McCloskeyと結婚した。2人の息子Arthur AlanとJohn Joseph Comptonをもうけた。
1916年から1917年までの1年間はミネソタ大学で物理学の専任講師として過ごし、その後2年間はピッツバーグのウェスティングハウス・ランプ・カンパニーで研究エンジニアとして過ごし、ここでナトリウムランプの開発に取り組んだ。第一次世界大戦中は信号隊に向けての航空計器を開発した。
1919年、これにより学生が留学することができる2つの全米研究評議会フェローシップのうち1つを受賞した。コンプトンはイギリス、ケンブリッジ大学のキャベンディッシュ研究所へ行くことを選択した。J. J. トムソンの息子ジョージ・パジェット・トムソンとともにガンマ線の散乱と吸収を研究し、散乱した線が元の線源よりも容易に吸収されることを観測した。キャベンディッシュの科学者、特にアーネスト・ラザフォード、チャールズ・ゴールトン・ダーウィン、アーサー・エディントンに大いに感銘を受け、次男にJ. J. Thomsonからとった名前をつけている。
しばらくの間、バプテスト教会の執事をしていた。「科学は、人類を子どもとする神を仮定する宗教と口論することができない」と発言している。

## 経歴

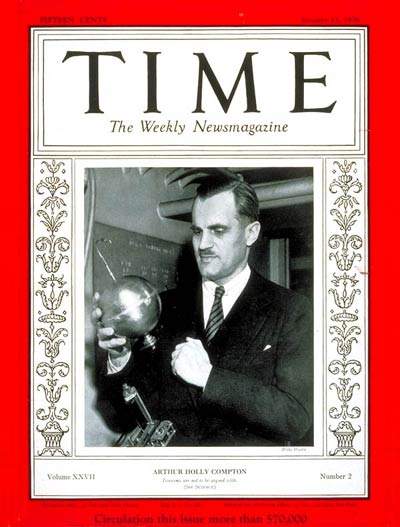
1936年1月13日のTime誌の表紙のコンプトン。宇宙線検出器を持っている

### コンプトン効果
アメリカに戻ると、1920年にセントルイス・ワシントン大学の物理学のWayman Crow教授職および物理学科長に任命された。1922年、自由電子により散乱されたX線量子がより長い波長を持ち、プランクの関係式に従うと入射X線よりもエネルギーが少なく、余ったエネルギーが電子に伝達されることを発見した。「コンプトン効果」もしくは「コンプトン散乱」として知られるこの発見は、電磁放射の粒子としての概念を実証した。
1923年、Physical Reviewで粒子のような運動量を光子に帰すことによりX線シフトを説明する論文を発表した。これはアインシュタインが1905年のノーベル賞を受賞した際に光電効果を説明するために呼び起こしたものである。これらは1900年にマックス・プランクにより最初に仮定され、光の周波数のみに依存する特定の量のエネルギーを含むことにより「量子化」された光の要素を概念化した。この論文において、それぞれの散乱されたX線光子が1つの電子のみと相互作用すると仮定して、波長のシフトとX線の散乱角の数学的な関係を導出した。この論文は導出した関係を検証する実験について報告することで締めくくっている
{\displaystyle \lambda '-\lambda ={\frac {h}{m_{e}c}}(1-\cos {\theta })}
ここで
{\displaystyle \lambda }は最初の波長
{\displaystyle \lambda '}は散乱後の波長
{\displaystyle h}はプランク定数
{\displaystyle m_{e}}は電子の静止質量
{\displaystyle c}は光速
{\displaystyle \theta }は散乱角
量h⁄mecは電子のコンプトン波長として知られており、その値は2.43×10−12 mである。波長シフトλ′ − λは0（θ = 0°の場合）の電子のコンプトン波長の2倍（θ = 180°の場合）の間にある。コンプトンはX線の中に大きな角度で散乱しているにもかかわらず波長シフトを経験しないものがあることを発見した。これらの場合、光子は電子を放出しなかった。よってシフトの大きさは電子のコンプトン波長ではなく原子全体のコンプトン波長に関係しており、1万倍以上小さい場合がある。
コンプトンは後にこう回想している「1923年にアメリカ物理学会の会議で結果を発表したとき、これまで知るうちで最も激しく争われた科学論争が始まった」。光の波動性は十分実証されており、二重の性質を持つことができるという考えは簡単には受け入れられなかった。特に結晶格子の回折は波動性に言及してのみ説明できるといわれていた。1927年にコンプトンはノーベル物理学賞を受賞した。コンプトンとAlfred W. Simonは個々の散乱X線光子と反跳電子を同じ瞬間に観測する方法を開発した。ドイツでは、ヴァルター・ボーテとハンス・ガイガーが独立に同様の方法を開発していた。

### X線

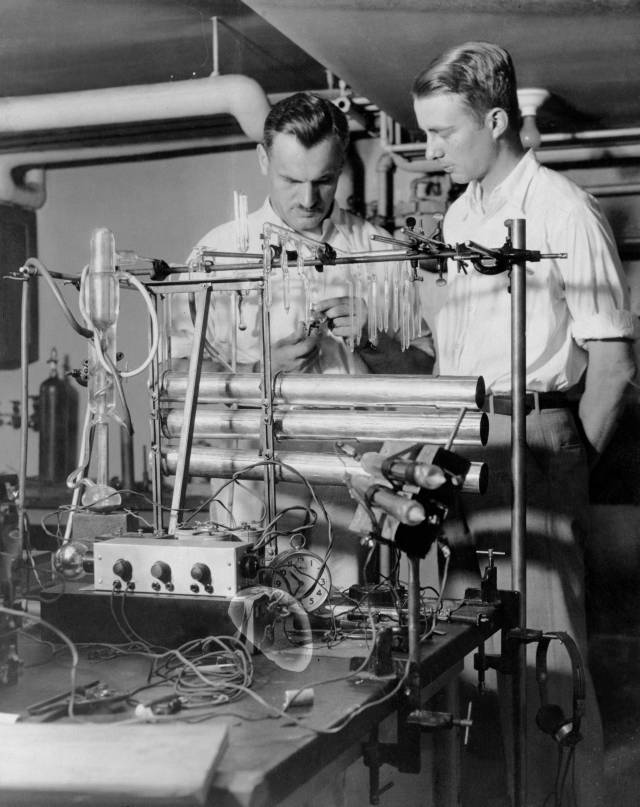
大学院生ルイス・アルヴァレズとコンプトン（1933年、シカゴ大学）。隣には宇宙線望遠鏡がある。

1923年、物理学教授としてシカゴ大学に移り、その後22年間その地位にあった。1925年、周期表の最初の16元素（水素から硫黄）からの13万ボルトのX線の散乱は偏光するというJ. J. トムソンにより予測されていた結果を実証した。ハーバード大学のウィリアム・デュアンはコンプトンによるコンプトン効果の解釈が間違っていることを証明する運動を主導した。デュアンはコンプトンを反証するために一連の実験を行ったが、コンプトンが正しいという証拠を見つけた。1924年にデュアンはこれが事実であることを認めた。
塩のナトリウムおよび塩素核に対するX線の影響を調査した。彼は強磁性を調査するためにX線を使用し、これが電子スピンの配列の結果であると結論付けた。1926年、ゼネラル・エレクトリックのランプ部門のコンサルタントとなった。1934年、オックスフォード大学へEastman客員教授としてイギリスへ戻った。そこにいる間、ゼネラル・エレクトリックはウェンブリーにあるゼネラル・エレクトリック・カンパニー plcの研究所での活動について報告するよう彼に依頼した。コンプトンはそこでの蛍光灯の研究の可能性に興味をそそられた。彼の報告は蛍光灯を開発するアメリカの研究プログラムを刺激した。
コンプトンの最初の著書X-Rays and Electronsは1926年に出版された。この中でX線回折パターンから回折物質の密度を計算する方法を示した。彼はこの本を改訂しSamuel K. Allisonを助けをかりてX-Rays in Theory and Experiment (1935)を作成した。これはその後30年間にわたり標準的な参考書であり続けた。

### 宇宙線
1930年代初頭までに、宇宙線に興味を持つようになった。当時、その存在は知られていたが、その起源と性質は不確かであった。その存在は圧縮空気もしくはアルゴン気体を含む球体の「爆弾」を使用しその導電率を測定することで検出できる。ヨーロッパ、インド、メキシコ、ペルー、オーストラリアへの旅行により、様々な高度と緯度で宇宙線を測定する機会を得た。世界中で観測を行った他のグループとともに、彼らは宇宙線が赤道よりも極で15%強いことを発見した。コンプトンはこの原因をロバート・ミリカンが提案した光子ではなく、主に荷電粒子で構成される宇宙線の効果とし、緯度の影響は地磁気によるものとした。

## マンハッタン計画

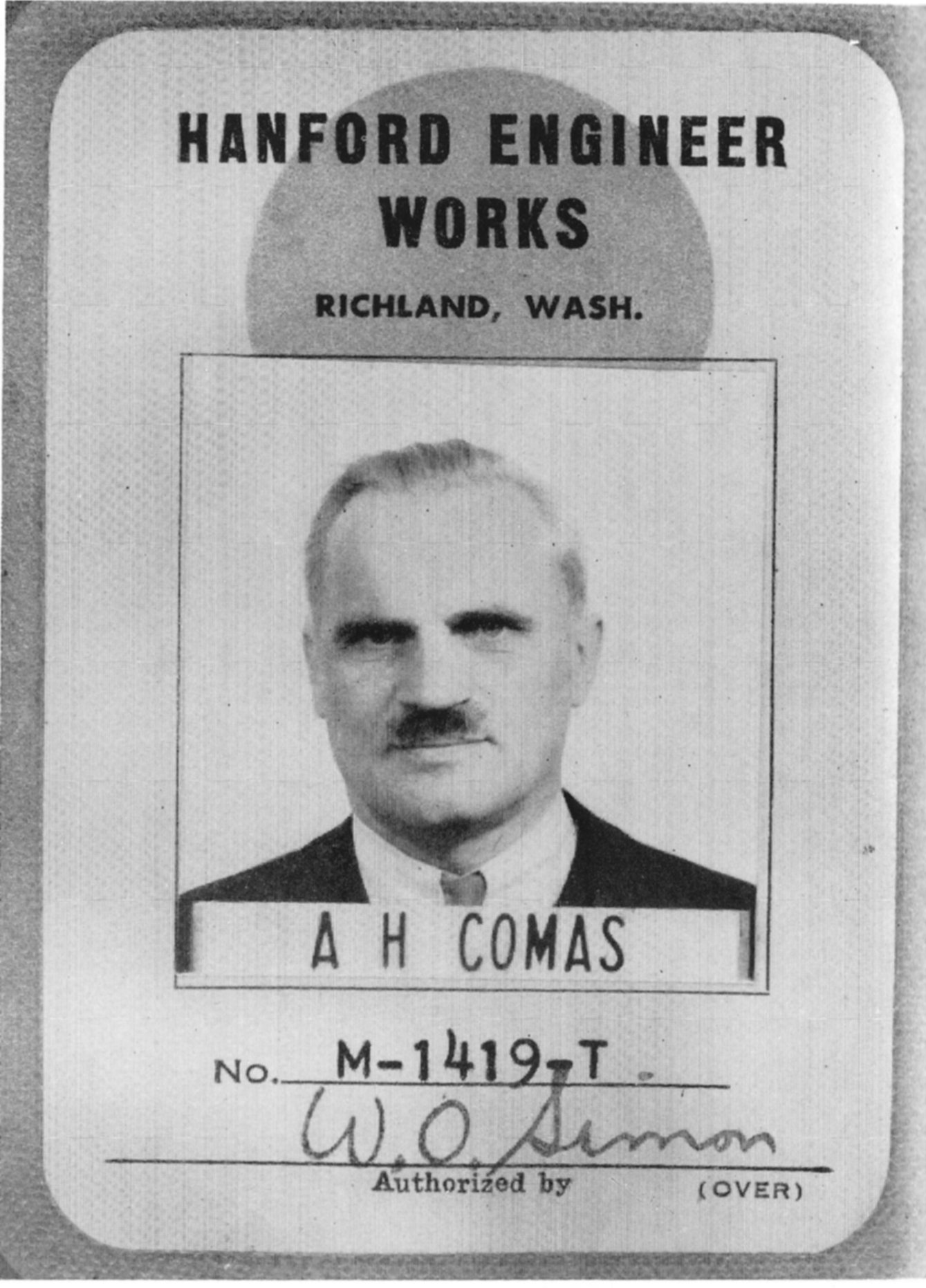
アーサー・コンプトンのハンフォード・サイトからのIDバッジ。セキュリティ上の理由から、偽名を用いている。

1941年4月、戦時中のアメリカ国防研究委員会(NDRC)の委員長であるヴァネヴァー・ブッシュはNDRCのウラン計画について報告するためにコンプトンが委員長を務める特別委員会を設立した。1941年5月に提出されたコンプトンの報告書で、ウラン235や直近に発見されたプルトニウムを使用する放射能兵器、船舶の原子力推進、核兵器の開発の見通しを予測した。10月、原子爆弾の実用性に関する別の報告書を書いた。この報告書作成にあたり、エンリコ・フェルミと協力してウラン235の臨界量の計算を行い、20キログラム (44 lb)と2メトリックトン (2.0ロングトン; 2.2ショートトン)の間と控えめに見積もった。ハロルド・ユーリーとウラン濃縮の見通しについて議論し、ユージン・ウィグナーと原子炉でプルトニウムがどのように生成されるかについて話し、Robert Serberと原子炉で生成されるプルトニウムがウランからどのように分離できるかについて話した。11月に提出された報告書では、爆弾は実行可能であると述べたが、その破壊力についてはマーク・オリファントやイギリスの同僚よりも保守的であった。
コンプトンの11月の報告書の最終草案ではプルトニウムの使用についての言及がないが、最新の研究についてアーネスト・ローレンスと話した後、コンプトンはプルトニウム爆弾も実行可能であると確信した。12月、プルトニウム計画の担当となった。1943年1月までに制御連鎖反応を達成し、1945年1月までに爆弾を所持することを望んだ。この問題に取り組むために、コロンビア大学、プリンストン大学、カリフォルニア大学バークレー校でプルトニウムと原子炉設計に取り組んでいる様々な研究グループをシカゴの冶金研究所に集めた。この目的はウランをプルトニウムに変換する原子炉を製造し、プルトニウムをウランから化学的に分離する方法を見つけ、原子爆弾を設計および造ることであった。
1942年6月、アメリカ陸軍工兵司令部が核兵器計画の管理を引き受け、コンプトンの冶金研究所はマンハッタン計画の一部になった。同月、コンプトンはロバート・オッペンハイマーへ爆弾設計の責務を与えた。成功した原子炉はまだ建設されていなかったが、冶金研究所の科学者が考案したさまざまな種類の原子炉設計のどれを追求すべきか決定するのはコンプトンの責任であった。
労働争議により冶金研究所のRed Gate Woodsに位置する新たな拠点の建設が遅れたとき、Stagg Fieldのスタンドの下に最初の原子炉であるシカゴ・パイル1号を建設することを決定した。フェルミの指示の下、1942年12月2日に臨界に達した。コンプトンはMallinckrodtがウラン鉱石の精製に着手し、デュポンがテネシー州オークリッジでプルトニウムのパイロットプラントを建設するよう手配した。
1943年7月にプルトニウムの計画に大きな局面が生じた。このときエミリオ・セグレのグループがオークリッジのX-10黒鉛炉で生成されたプルトニウムが高レベルのプルトニウム240を含むことを確認した。その自発核分裂により、ガンバレル型核兵器でプルトニウムを使うことは不可能となった。オッペンハイマーのロスアラモス研究所は爆縮型の核兵器を設計・製造することによりこの課題を対処した。

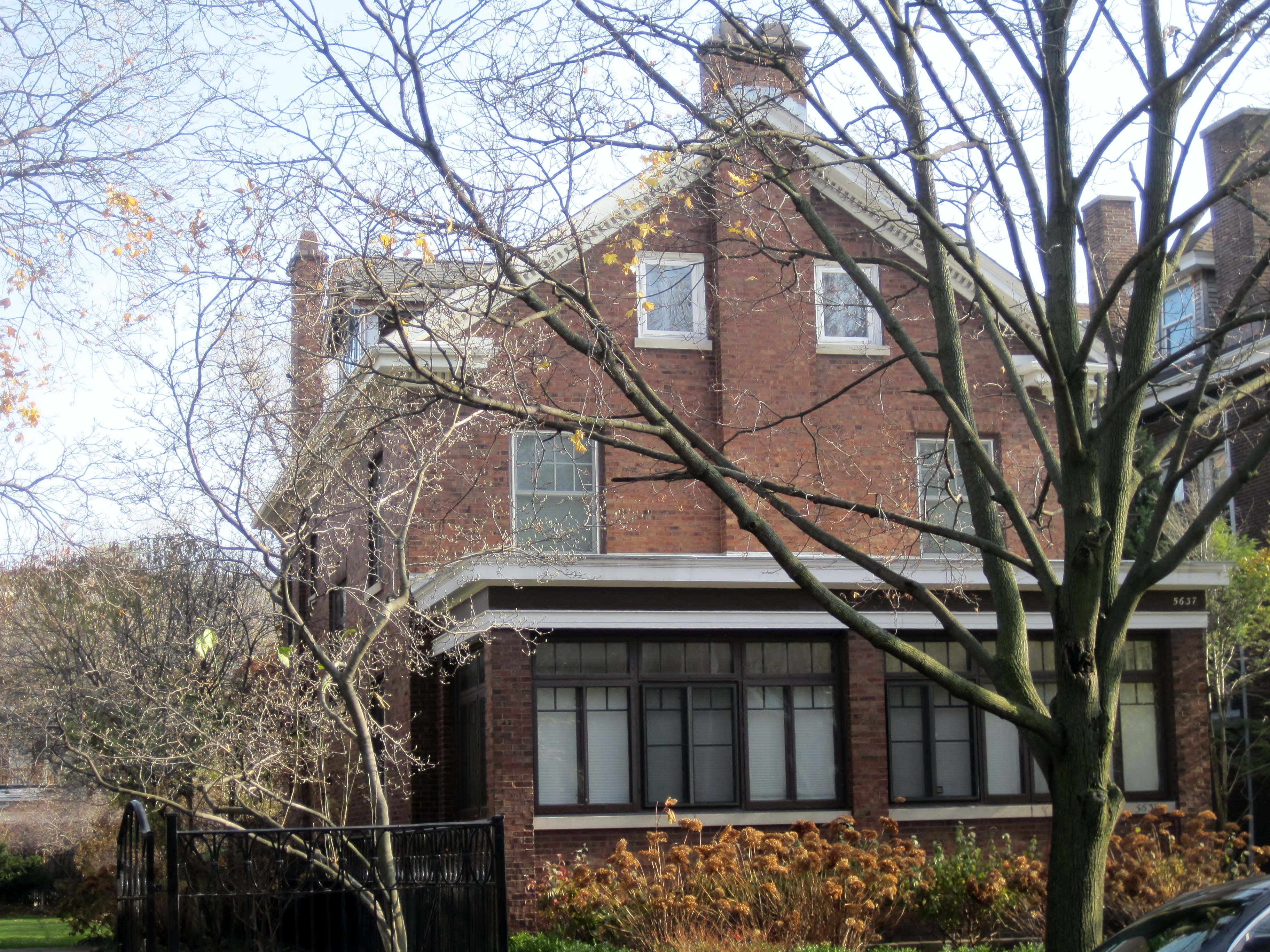
シカゴにあるコンプトンの家。現在、国定建造物になっている。

コンプトンは1944年9月にハンフォード・サイトで初の原子炉が作動するのを見た。ウランスラグの最初のひとかたまりは1944年11月にハンフォードの原子炉Bに供給され、1945年2月にプルトニウムのロスアラモスへの出荷が開始された。コンプトンは戦時中ずっと卓越した科学顧問及び理事であった。1945年、ローレンス、オッペンハイマー、フェルミとともに日本に対する原子爆弾の軍事使用を勧める科学パネルに参加した。マンハッタン計画への貢献に対してMedal for Meritを授与された。

## ワシントン大学への復帰
戦後、シカゴ大学のCharles H. Swift物理学特別功労教授(Distinguished Service Professor of Physics)を辞任し、セントルイス・ワシントン大学に戻り1946年に第9代学長に就任した。学長を務めている間、大学は正式に学部から差別を廃止し、初の女性の正教授を任命し、戦時中の退役軍人がアメリカに戻ってきたことで記録的な数の学生が入学した。国内の科学界における評判と人間関係により、多くの国内で有名な科学研究者を大学に採用することができた。しかし、このような功績にもかかわらず、完全な人種統合に向けた動きが遅くワシントン大学をアフリカ系アメリカ人へ門戸を開くセントルイスの最後の高等教育機関としたと当時そして後に歴史家から批判された。
1954年に学長から退任したが、自然哲学特別功労教授として教授陣に残り、1961年に常勤を辞めた。引退に際してマンハッタン計画における自身の役割を個人的に説明したAtomic Questを書き、1956年に発表された。

## 哲学
コンプトンは自由意志の2段階モデルを提案する一握りの科学者・哲学者の1人であった。この中にはウィリアム・ジェームズ、アンリ・ポアンカレ、カール・ポパー、Henry Margenau、ダニエル・デネットがいた。1931年、量子不確定性に基づく人の自由という考えを擁護し、巨視的世界に偶然をもたらすために微視的な量子事象の拡大の概念を発案した。自身のやや奇妙な機構において、その拡大するものに取り付けられたダイナマイト数本を想像し、1935年に発表されたシュレーディンガーの猫のパラドックスを予想した。

コンプトンの考えが人々の行動の直接の原因になったという批判に反応し、1955年のAtlantic Monthlyの記事において自身の考えの2段階の性質を明らかにした。最初にランダムに発生する可能性のある事象の範囲があり、次に選択行為に決定要因が追加される。
A set of known physical conditions is not adequate to specify precisely what a forthcoming event will be. These conditions, insofar as they can be known, define instead a range of possible events from among which some particular event will occur. When one exercises freedom, by his act of choice he is himself adding a factor not supplied by the physical conditions and is thus himself determining what will occur. That he does so is known only to the person himself. From the outside one can see in his act only the working of physical law. It is the inner knowledge that he is in fact doing what he intends to do that tells the actor himself that he is free.

## 死と遺産

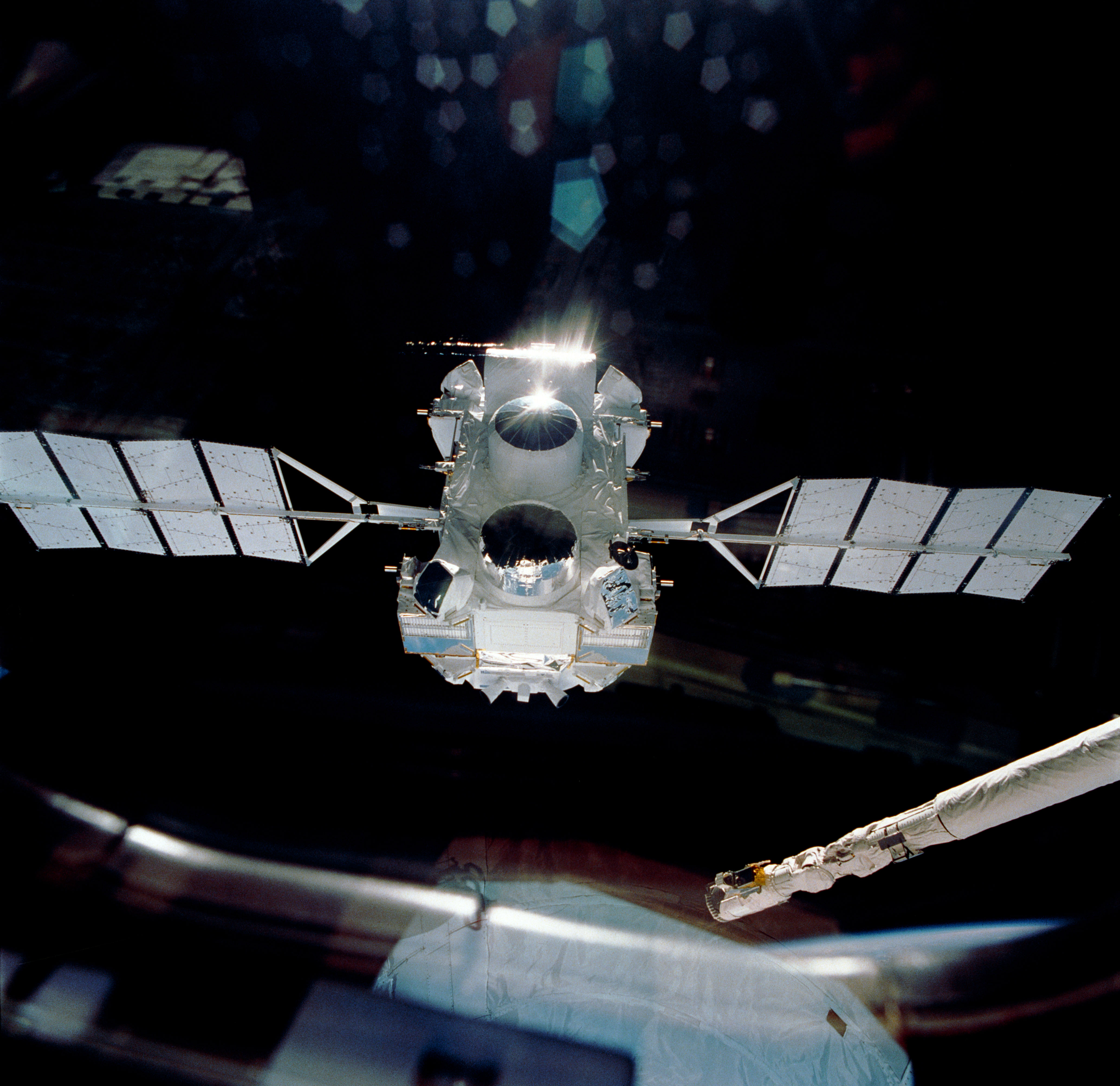
コンプトンガンマ線観測衛星は1991年に地球の軌道に向けて打ち上げられた。

1962年3月15日に脳溢血によりカリフォルニア州バークレーで妻（1980年没）と息子たちを残し亡くなった。オハイオ州ウースターのウースター墓地(Wooster Cemetery)に埋葬されている。亡くなる前の1962年春カリフォルニア大学バークレー校のProfessor-at-Largeであった。
コンプトンを記念して、様々なところで名前がつけられている。月のコンプトンクレーターは、コンプトンとその兄弟カールにちなんで名づけられた。セントルイス・ワシントン大学の物理学研究棟にはその名誉によりコンプトンの名がついており、数学、物理学、惑星科学を学ぶ学部生のための同大学の最上位のフェローシップにもその名がつけられている。"Holly hump"と呼ばれるスピードバンプのよりなだらかで、長く、傾斜したものを考案した。この多くはワシントン大学のキャンパスの道路にある。シカゴ大学レジデンスホールは、コンプトンとその業績を記念してシカゴにArthur H. Compton Houseを献呈した。これは現在、アメリカ合衆国国定歴史建造物となっている。St. Louis Walk of Fameにも入っている。NASAのコンプトンガンマ線観測衛星は、コンプトンを敬して命名された。コンプトン効果は、観測衛星に搭載されたガンマ線検出機器の中心である。

## 受賞歴
- 1926年 - ランフォード賞
- 1927年 - ノーベル物理学賞
- 1930年 - マテウチ・メダル
- 1940年 - 王立協会よりヒューズ・メダル
- 1940年 - フランクリン協会よりフランクリン・メダル
- 1941年 - リヒトマイヤー記念賞
- 1945年 - ベンジャミン・フランクリン・メダル
- 1945年 - ワシントン賞

その他、生涯に多くの賞を受賞した。

## 著書
- Compton, Arthur (1926). X-Rays and Electrons: An Outline of Recent X-Ray Theory. New York: D. Van Nostrand Company, Inc. OCLC 1871779
- Compton, Arthur; with Allison, S. K. (1935). X-Rays in Theory and Experiment. New York: D. Van Nostrand Company, Inc.. OCLC 853654
- Compton, Arthur (1935). The Freedom of Man. New Haven: Yale University Press. OCLC 5723621
- Compton, Arthur (1940). The Human Meaning of Science. Chapel Hill: University of North Carolina Press. OCLC 311688
- Compton, Arthur (1949). Man's Destiny in Eternity. Boston: Beacon Press. OCLC 4739240
- Compton, Arthur (1956). Atomic Quest. New York: Oxford University Press. OCLC 173307
- Compton, Arthur (1967). Johnston, Marjorie. ed. The Cosmos of Arthur Holly Compton. New York: Alfred A. Knopf. OCLC 953130
- Compton, Arthur (1973). Shankland, Robert S.. ed. Scientific Papers of Arthur Holly Compton. Chicago: University of Chicago Press. ISBN 978-0-226-11430-9. OCLC 962635